# Papadoll au royaume des chats
Pour plus de détails, voir Fiche technique et Distribution.
Papadoll au Royaume des chats (とつぜん！猫の国 バニパルウィット, Totsuzen! Neko no kuni banipal witto) est un film d'animation japonais réalisé et écrit en 1995 par Takashi Nakamura.
Il est produit par le studio d'animation Triangle Staff. Le thème musical a été composé par Mayumi Iizuka. 
C'est la seconde réalisation de Takashi Nakamura qui a auparavant travaillé entre autres sur Akira et Nausicaä.

## Synopsis
Toriyasu est un jeune garçon japonais qui a un chien prénommé Papadoll. Ce dernier a mystérieusement disparu depuis une semaine. Cela inquiète beaucoup sa petite sœur, Meeko, qui pense qu'il a été enlevé par les extra-terrestres. Une nuit, leur sommeil est dérangé par trois chats anthropomorphes : Henoji, HoiHoi et Suttoboke, qui proviennent d'un autre monde. Ils sont au courant de la disparition de Papadoll et leur font une proposition qui risque de les surprendre…

## Fiche technique
- Réalisation : Takashi Nakamura
- Scénario : Takashi Nakamura, Chiaki J. Konaka
- Producteurs : Tarō Maki, Yoshimi Asari, Hiroaki Inoue
- Direction Artistique : Shinji Kimura
- Composition musicale : Shigeaki Saegusa
- Son : Shigeharu Shiba
- Production : Triangle Staff
- Distribution : T&K Telefilm
- Durée : 77 minutes[1]
- Date de sortie :
  - Japon : 10 juin 1995[1]
  - France : 12 février 2008[2] (DVD)

## Distribution

### Voix françaises
- Brigitte Lecordier : Toriyasu
- Lucile Boulanger : Meeko
- Roger Carel : Maître Sandada
- Pierre Laurent : HoiHoi
- Bernard Alane : Suttoboke
- Fily Keita : Chuchu
- Déborah Perret : la princesse Suburina
- Laurent Morteau : Dohdoh
- Patrick Messe : Remlam
- Thierry Murzeau : le roi

Version française disponible sur Planète Jeunesse.